# Universidad Comunista Sverdlov
La Universidad Comunista Sverdlov (en ruso: Коммунистический университет имени Я. М. Свердлова fue una escuela para activistas soviéticos en Moscú, fundada en 1918 como la Escuela Central para el Trabajo Soviético y del Partido. Tras la muerte del líder bolchevique Yákov Sverdlov, la institución recibió su nombre, con el que es conocida actualmente. Su rector fundador fue Vladímir Nevsky. 
El plan de estudios estaba más enfocado en el entrenamiento rápido de los militantes del partido que por desarrollar un conocimiento profundo de la teoría. Muchos de los participantes habían recibido una precaria educación formal previa, sin embargo, la alfabetización era un requisito para la admisión. Sin embargo, había un rabfak adjunto (рабфак, acrónimo de рабочий факультет, «facultad obrera», una institución educativa soviética preparatoria para la educación superior) donde los posibles participantes podían recibir educación básica requerida. Sverdlov estaba trabajando en el desarrollo de estos cursos en el momento de su muerte. Cuando se inauguró varias semanas después, el 1 de junio de 1919, fue nombrado en su honor. 
La razón principal para la creación de la institución fue el desarrollo de "cursos cortos" que podrían completarse entre 10-14 días. Estos estaban focalizados en la formación básica en el trabajo de propaganda.

## Personal
Entre los destacados activistas políticos que dieron una conferencia en la universidad se encontraban:
- Yákov Sverdlov
- Máximo Gorki
- Mijaíl Kalinin
- Valerián Kúibyshev
- Anatoli Lunacharski
- Nikolái Bujarin

Algunos de los profesores de la Universidad Comunista Sverdlov eran:
- Vladímir Adoratski
- Nikolái Baturin
- Andréi Búbnov
- Mijaíl Vladímirski
- Viacheslav Volguin
- Serguéi Gúsev
- Féliks Kon
- Nikolái Lukín
- Serguéi Mitskévich
- Serguéi Piontkovski
- Mijaíl Pokrovski
- Iván Skvortsov-Stepánov
- Aleksandr Stopani
- Yemelián Yaroslavski